# لوگان (آلاباما)
لوگان (به انگلیسی: Logan) یک منطقهٔ مسکونی در ایالات متحده آمریکا است که در شهرستان کلمن، آلاباما واقع شده‌است. لوگان ۲۲۵٫۸۶ متر بالاتر از سطح دریا واقع شده‌است.